# Slovenske Konjice (gemeente)
Slovenske Konjice (Duits: Gonobitz) is een gemeente in de Sloveense regio Savinjska en telt 13.612 inwoners (2002).

## Partnersteden
- Hlohovec (Slowakije) (2007)
- Kosjerić (Servië) (2009)
- Hranice (Tsjechië) (2012)
- Gornja Stubica (Kroatië) (2013)
- Tolfa (Italië) (2016)
- Szazhalombatta (Hongarije) (2016)

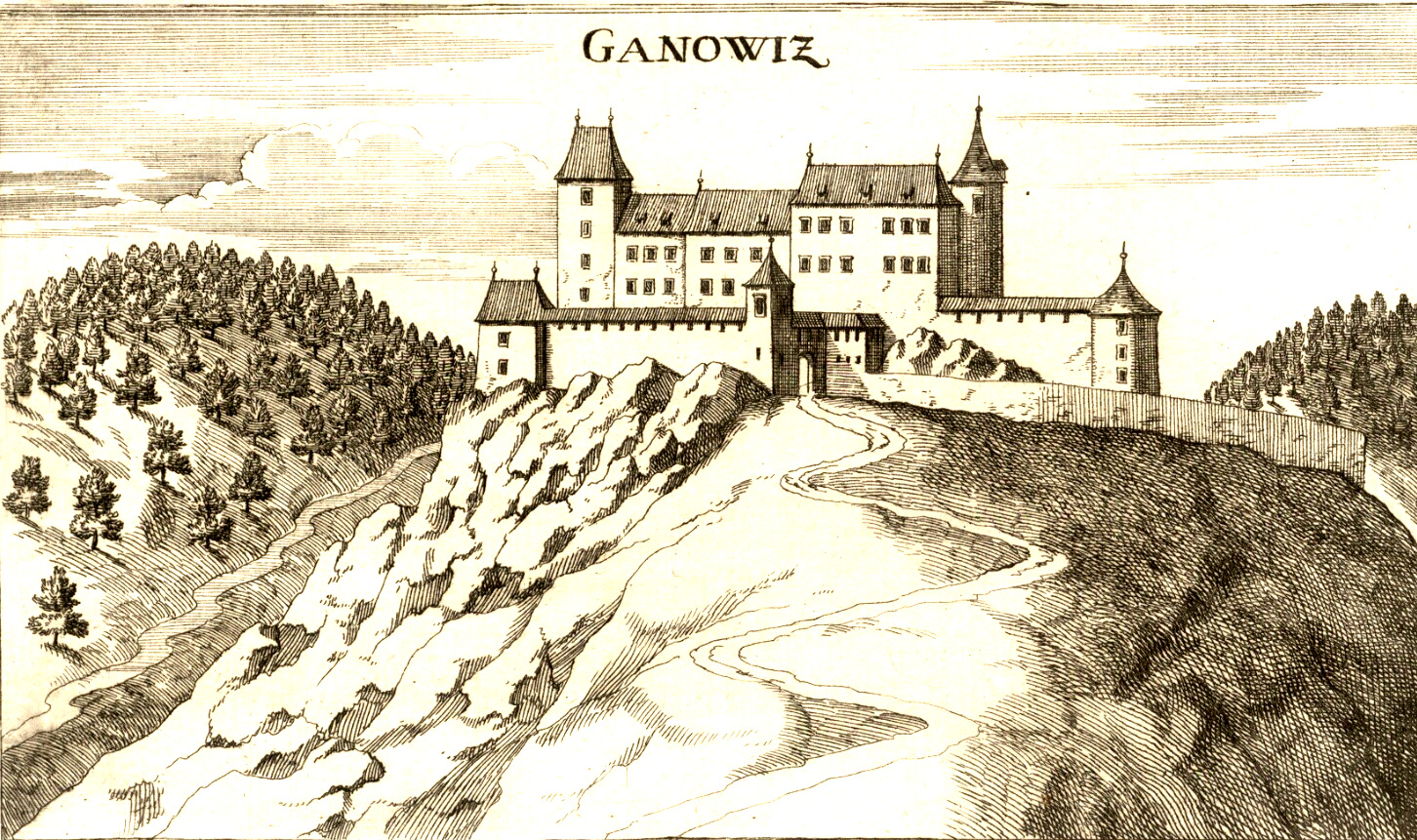
Kasteel Konjice rond 1680 (door Georg Matthäus Vischer)
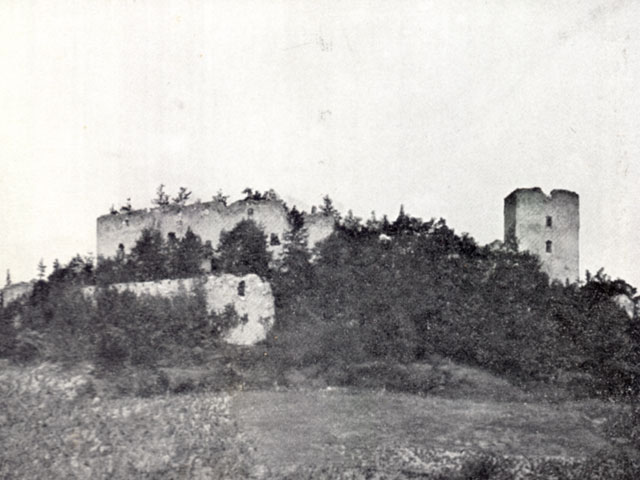
Kasteel Konjice in 1905
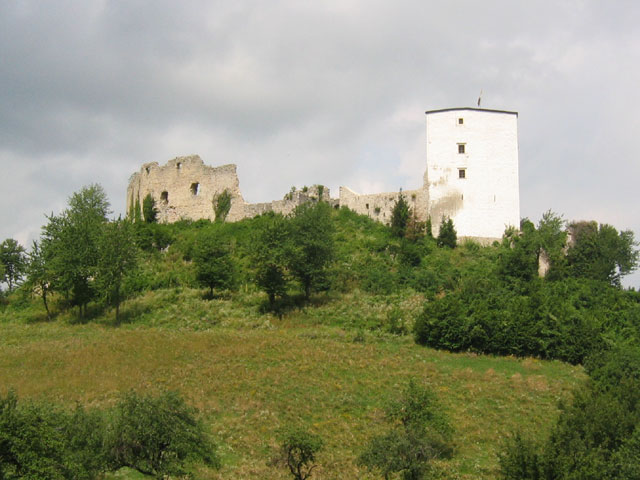
Kasteel Konjice in 2004

## Plaatsen in de gemeente
Bezina, Blato, Brdo, Breg pri Konjicah, Brezje pri Ločah, Dobrava pri Konjicah, Dobrnež, Draža vas, Gabrovlje, Gabrovnik, Kamna Gora, Klokočovnik, Koble, Kolačno, Konjiška vas, Kraberk, Ličenca, Lipoglav, Loče pri Poljčanah, Mali Breg, Mlače, Nova vas pri Konjicah, Novo Tepanje, Ostrožno pri Ločah, Penoje, Perovec, Petelinjek pri Ločah, Podob, Podpeč ob Dravinji, Polene, Preloge pri Konjicah, Prežigal, Selski Vrh, Slovenske Konjice, Sojek, Spodnja Pristava, Spodnje Grušovje, Spodnje Laže, Spodnje Preloge, Spodnji Jernej, Stare Slemene, Strtenik, Suhadol, Sveti Jernej, Škalce, Škedenj, Špitalič pri Slovenski Konjicah, Štajerska vas, Tepanje, Tepanjski Vrh, Tolsti Vrh, Vešenik, Zbelovo, Zbelovska Gora, Zeče, Zgornja Pristava, Zgornje Laže, Žiče
Bistrica ob Sotli · Braslovče · Celje · Dobje · Dobrna · Gornji Grad · Kozje · Laško · Ljubno · Luče · Mozirje · Nazarje · Podčetrtek · Polzela · Prebold · Radeče · Rečica ob Savinji · Rogaška Slatina · Rogatec · Šentjur pri Celju · Slovenske Konjice · Šmarje pri Jelšah · Šmartno ob Paki · Solčava · Šoštanj · Štore · Tabor · Velenje · Vitanje · Vojnik · Vransko · Žalec · Zreče